# Guntmadingen
Guntmadingen és un municipi del cantó de Schaffhausen (Suïssa).

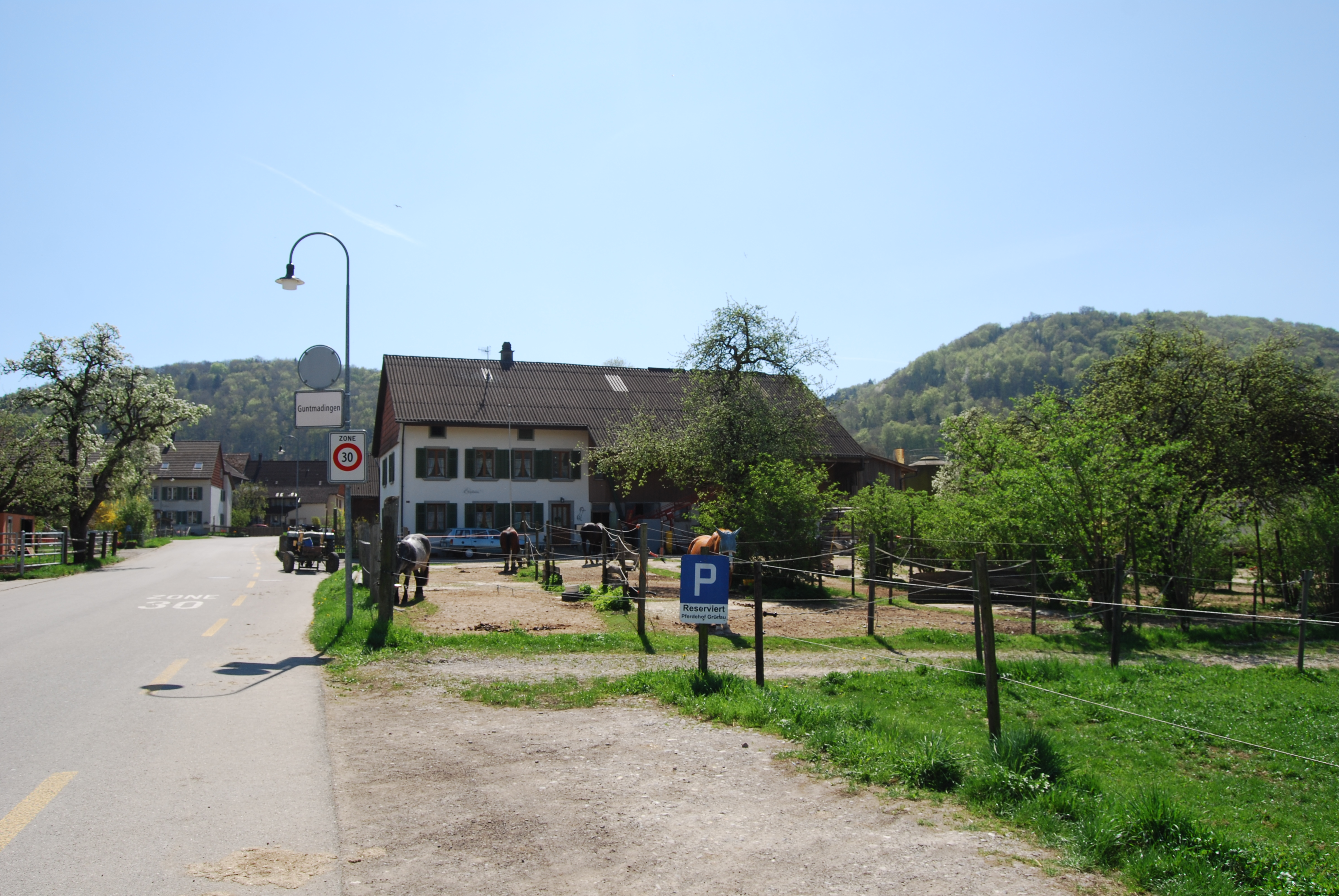
Guntmadingen